# Alain Salzman
Pour les articles homonymes, voir Salzman.
Alain Salzman est un entrepreneur français, fondateur de Concepts & Distribution devenu Groupe Marques Avenue, leader des outlets en France avec les enseignes Marques Avenue et Quai des Marques.
Entre 1993 et 2015, huit Marques Avenue sont ouverts : Marques Avenue Troyes (Est de la France) en 1993, Marques Avenue l'Île-Saint Denis (Nord de Paris) en 1995, Marques Avenue Romans (Sud de la France) en 1999, Marques Avenue Talange (Est de la France) en 2000, Marques Avenue Côte d'Opale (Nord de la France) en 2004, Marques Avenue La Séguinière (Ouest de la France) en 2005, Marques Avenue A6 (Sud de Paris) en 2008 et Marques Avenue A13 (Ouest de Paris) en 2015, construit entièrement en bois. Deux Quai des Marques voient aussi le jour, Quai des Marques Franconville (Ouest de Paris) en 1997 et Quai des Marques Bordeaux en 2007.
Le réseau Marques Avenue et Quai des Marques s'étend aujourd'hui sur 120 000 m², représentant plus de 600 boutiques et 2 000 emplois directs. En 2022, le réseau a généré un chiffre d'affaires de 400 millions d'euros.

## Biographie
Alain Salzman est né le 17 février 1962 à Roubaix. 
Après ses études à l'université Paris Dauphine, il rejoint en 1985 les équipes à l'origine du premier centre de marques outlet en France : Usines Center. Entre 1985 et 1993, dix centres de marques Usines Center sont construits et commercialisés.
En 1993, Alain Salzman fonde, avec Christian Liagre, la SGOC, rebaptisée par la suite Concepts & Distribution. Les deux associés se séparent en 1996, peu de temps après l'ouverture du premier Marques Avenue à Troyes, bassin historique des magasins d'usine. Alain Salzman réoriente alors le groupe, pour intégrer toute la filière immobilière.  
En juin 2023, Alain Salzman cède la majorité de son groupe à l'entreprise Mata Capital. Il se consacre désormais à l'élevage et la valorisation des chevaux de sport à travers le Haras d'Authuit (27) et le Haras des Alouettes (14). 